# Бастион (герб)
Бастион (пол. Bastion) — гласный польский шляхетский герб.

## Описание
В поле лазоревом три лилии, расположенные треугольником; посередине столп, пересеченный пополам; в верхнем его, серебряном поле ворота с тремя башнями, а в нижнем, красном, бастион. В навершии шлема три страусовые пера, с зеленою между двух первых веткою.

## История
Герб Бастион внесен в Часть 1 Гербовника дворянских родов Царства Польского.

## Используют
Гранвиль-Маллетские. Фамилия эта происходит от Иоанна-Крестителя Гранвиль де Малле, который будучи Бригадным Генералом и Директором Инженерного Корпуса, за особые заслуги оказанные по инженерной части, Всемилостивейше пожалован, грамотою Государя Императора и Царя Александра I,  15(3).10.1816 года данною, в потомственное дворянство, с вышеозначенным гербом и с правом носить фамилию Гранвиль-Маллетский.